# Закавказская демократическая федеративная республика
Закавка́зская демократи́ческая федерати́вная респу́блика (ЗДФР) (арм.  Անդրկովկասեան Ժողովրդավարական Դաշնային Հանրապետութիւն  (ԱԺԴՀ), азерб.  زاقافقازیا خالق فدراتیو جومهوریتی (Zaqafqaziya Demokratik Federativ Respublikası), груз. ამიერკავკასიის დემოკრატიული ფედერაციული რესპუბლიკა) — государственное образование, провозглашённое 22 апреля 1918 года Закавказским сеймом в пределах территории Бакинской, Елизаветпольской, Эриванской, Тифлисской, Кутаисской губерний, Батумской и Карсской областей, Закатальского и Сухумского округов бывшей Российской империи.
Правительство и министерство иностранных дел ЗДФР возглавил социал-демократ А. И. Чхенкели.
Уже через месяц по требованию Османской империи Закавказский сейм был распущен, и ЗДФР распалась на три государства: 26 мая была провозглашена Грузинская Демократическая Республика, 28 мая — Азербайджанская Демократическая Республика и де-факто Республика Армения (декларация Армянского национального совета о принятии на себя верховной власти в армянских уездах была принята 30 мая). Границы между Грузией, Арменией и Азербайджаном так и не были определены, что привело к территориальным конфликтам между республиками.

## Предыстория возникновения
Большая часть Закавказского региона была присоединена к Российской империи в первой половине XIX века:20. Регион в целом отличался повышенным этническим и национальным разнообразием. Тремя основными национальными группами здесь были армяне, азербайджанцы, и грузины. После покорения Закавказья Российской империей здесь поселилось достаточно большое количество русских:3. В 1801 году было установлено Кавказское наместничество, которое позволило установить прямое правление последних. В течение последующих десятилетий местная автономия была значительно сокращена, а контроль со стороны России значительно укрепился. В 1845 году наместники сосредоточили в своих руках почти всю полноту власти:21—23. Де-факто столицей региона (де-юре её не существовало) и резиденцией наместника стал город Тифлис, бывшая столица грузинского царства Картли-Кахетия:38. Южный Кавказ был преимущественно сельским регионом. Единственным крупным городом помимо Тифлиса был Баку:148. В конце XIX века, когда в регионе началась массовая добыча нефти, город превратился в крупный экономический центр:150.
С началом Первой мировой войны Кавказ стал ареной ожесточённых боёв между Российской и Османской империями, которые традиционно занимали противоборствующие стороны:154. Одержав ряд побед, русская армия проникла вглубь турецкой территории. При этом её командование было обеспокоено тем фактом, что местное, в основном мусульманское население продолжает следовать за своим султаном Мехмедом V и нападать на Русскую армию во славу веры, поскольку Мехмед был халифом и духовным лидером верующих:48—49. Обе стороны желали использовать на своей стороне армянское население, проживающее по обе стороны фронта, и разжечь восстание на территории противника:228. После военных поражений правительство Османской империи обратилось против армян и в 1915 году организовало геноцид (по мнению некоторых историков, продлившийся вплоть до 1923 года), в ходе которого было убито от 200 000 до 2 000 000 армян (подробнее оценки см. Геноцид армян#Численность жертв):157—158.
Февральская революция 1917 года привела к падению Российской империи и созданию Временного правительства. Наместник кавказский, великий князь Николай первоначально выразил свою поддержку временному правительству, но затем был вынужден покинуть свой пост по мере окончательного ослабления власти Романовых:32—33. 9 (22) марта 1917 года Временное правительство создало новый орган управления, Особый Закавказский комитет  (ОЗАКОМ). В его состав вошли представители Кавказа в Думе и ряда местных лидеров. Согласно плану Временного правительства, ОЗАКОМ должен был стать местным «вице-королевством», из-за чего он состоял из представителей различных этнических групп региона:10:84—85. Как и в Петрограде, здесь была установлена система двоевластия. ОЗАКОМ конкурировал за власть с советами:186. Ввиду незначительности поддержки из Петрограда, у ОЗАКОМ были проблемы с установлением своей власти над советами страны, особенно над Тифлисским:35.

## История создания
5 (18) января 1918 года в Петрограде начало работу Всероссийское учредительное собрание. Большинство депутатов отказалось признать Советскую власть. В ответ на это большевики разогнали Учредительное собрание. В связи с этим Закавказский комиссариат принял решение о созыве Закавказского сейма как законодательного органа Закавказья. В его состав вошли депутаты, избранные в Учредительное собрание от Закавказья.
10 (23) февраля в Тифлисе прошло первое заседание Сейма. Наиболее многочисленными фракциями располагали грузинские меньшевики, партия «Мусават» с примкнувшей беспартийной мусульманской группой, армянская партия «Дашнакцутюн».
30 января (12 февраля), за две недели до созыва Закавказского сейма, турецкие войска, воспользовавшись развалом Кавказского фронта, начали крупномасштабное наступление. Под натиском превосходящих сил противника разрозненные армянские части отступали, прикрывая толпы западноармянских беженцев, уходивших вместе с ними.
На первом же заседании Закавказского сейма развернулась горячая дискуссия по вопросу о независимости Закавказья и отношениях с Турцией ввиду развернувшегося турецкого наступления. Дашнакская фракция предлагала оставить Закавказье в составе России на правах автономии, разделённой на национальные кантоны, а в отношениях с Турцией — настаивать на самоопределении Западной Армении. Азербайджанская делегация заявляла, что Закавказье должно решать свою судьбу независимо от России, заключив мир с Турцией на основе отказа от вмешательства в её внутренние дела. Грузинская сторона в основном поддержала азербайджанцев в вопросе о провозглашении независимости Закавказья и заключении самостоятельного договора с Турцией, поскольку у Закавказья просто не было сил для военного противостояния Турции. В связи с упорной позицией армянской фракции вопрос о провозглашении независимости был временно отложен.
К середине марта турки заняли Эрзинджан, Трапезунд и Эрзерум, фактически вернув контроль над всей Западной Арменией. Угроза нависла над Карсом и Батумом. В этих условиях Закавказский сейм принял решение начать сепаратные переговоры с Турцией. Мирная конференция в Трапезунде началась 14 марта.
В начале марта Турция подписала с Советской Россией Брестский мир. По условиям мирного договора Турции передавались не только территории Западной Армении, но и населённые грузинами и армянами области Батума, Карса и Ардагана, аннексированные Россией в результате Русско-турецкой войны 1877—1878.
Турция, только что подписавшая на выгоднейших условиях мирный договор с Россией и уже фактически вернувшаяся к границам 1914 года, потребовала от закавказской делегации признать условия Брестского мира. Закавказская делегация, претендуя на самостоятельность и отвергая Брестский договор, рассчитывала заключить сепаратный мир с Турцией на более выгодных условиях — восстановление государственных границ 1914 года и самоопределение для Восточной Анатолии в рамках турецкой государственности. Исходя из военного превосходства, турецкая сторона отказалась даже обсуждать эти требования. Уже на этом этапе вскрылись серьёзные разногласия между национальными партиями Закавказья по вопросу о том, какие территории Закавказье могло бы уступить Турции. Когда же руководитель закавказской делегации Акакий Чхенкели, учитывая продолжающееся наступление турецких войск, выразил готовность пойти на компромисс как в территориальном вопросе, так и в вопросе о судьбах турецких армян, турецкая делегация предъявила один за другим два ультиматума с требованием признать Брестский мир и провозгласить независимость Закавказья. Согласие закавказской делегации на первоначальные требования Турции уже не удовлетворяло турецкое правительство, которое, воодушевлённое военными победами, было теперь намерено перейти и русско-турецкую границу 1877—78 годов и перенести военные действия вглубь Закавказья. 10 апреля председатель Закавказского правительства Гегечкори направил в Трапезунд телеграмму об отзыве делегации «ввиду того, что мирное соглашение по вопросу о границах Закавказья между Турцией и Закавказьем не достигнуто». Сейм таким образом официально вступил в войну с Турцией. При этом представители азербайджанской фракции в Сейме открыто заявили, что в создании общего союза закавказских народов против Турции они участвовать не будут, учитывая их «особые религиозные связи с Турцией».
Турецкие войска, перейдя в наступление, заняли г. Батум, захватив в плен часть оборонявших его грузинских войск. Стало известно, что к наступающим присоединились мусульмане Аджарии и Ахалциха. Грузинские части были вынуждены под натиском регулярной турецкой армии отступать, даже когда турки заняли грузинские территории — Гурию и Озургети — и вышли на подступы к Карсу.
22 апреля на заседании Закавказского сейма после бурных дебатов, несмотря на противодействие армянской делегации, было принято решение провозгласить Закавказье «независимой, демократической и федеративной республикой».
Как заявил в своём обращении к грузинским меньшевикам член армянской делегации эсер Туманян, «Для вас должно быть ясным, что в настоящих условиях провозглашение независимости Закавказья не что иное, как стать рабом Турции. Независимое Закавказье не только не принесет мира с Турцией, не только не улучшит наше положение, но и наденет на нас цепи рабства». Грузинская делегация, однако, рассматривала разрыв с Советской Россией и провозглашение независимости как возможность достижения соглашения о мире с Турцией.
На том же заседании была принята отставка правительства Е. П. Гегечкори. Новое правительство Закавказья было поручено сформировать А. И. Чхенкели.
28 апреля закавказское правительство получило от турецкого правительства телеграмму о признании независимости Закавказья.
Советское правительство, напротив, выразило протест по поводу фактического отделения Закавказья от Советской России. В Абхазии вспыхнуло восстание в поддержку Советской власти. Восставшие захватили власть в Сухуми, заявив о полной солидарности с Советской Россией. Советская власть продержалась в Абхазии 42 дня. Бакинской коммуне удалось установить Советскую власть в ряде уездов Бакинской губернии: 18 апреля — в Шемахе, 21 апреля — в Сальянах, 23 апреля — в Кубе, 1 мая — в Ленкорани.

## Турецкое наступление и Батумская мирная конференция
Новое правительство направило армянским войскам, занимавшим позиции в районе Карса, приказ о заключении перемирия. Командующий турецкими войсками на запрос армянской стороны о прекращении огня потребовал до начала переговоров вывести армянские войска на значительное удаление от крепости и дать возможность турецким войскам беспрепятственно войти в город. 25 апреля армянские войска покинули Карс. Несмотря на то, что закавказское правительство выполнило все требования турецкой стороны, турки продолжили наступление.
Несмотря на резкие протесты Армянского национального совета и отставки армянских представителей в правительстве Чхенкели в связи со сдачей Карса, Чхенкели остался на своём посту и начал готовиться к новым переговорам с Турцией. Мирная конференция открылась в Батуме 11 мая. Переговоры, продолжавшиеся две недели, выявили острые внешнеполитические разногласия между армянским, грузинским национальными советами и мусульманским национальным комитетом. Как отмечал грузинский историк Зураб Авалов, очевидец происходивших в регионе событий, потеря Батума нанесла удар по экономике Грузии и Закавказья, Армении потеря Карса угрожала полным уничтожением. Совсем в ином положении находились азербайджанцы, которые видели в турках родственный народ, способный помочь им в достижении их целей.
На переговорах Турция предъявила ещё более тяжёлые условия, чем предусматривал Брест-Литовский договор, — Закавказье должно было уступить Турции Батумский район, две трети территории Эриванской губернии, Ахалцихский и Ахалкалакский уезды Тифлисской губернии, а также контроль над Закавказской железной дорогой (железные дороги Карс — Александрополь и Александрополь — Джульфа).
Грузия таким образом утрачивала области, тесно связанные с бывшей Тифлисской губернией, а для Армении новая граница означала почти полное физическое уничтожение. Как отмечает Зураб Авалов, принятие этих требований наносило удар по Закавказью как союзу трёх народов, так как после такого размежевания от Армении ничего не оставалось.
В ночь с 14 на 15 мая Турция предъявила ультиматум о сдаче Александрополя и отводе армянских войск от города. Армянские войска оставили Александрополь и отступили в двух направлениях — к Сардарапату и Джалалоглы.
Тем временем в Тифлисе царила паника. Сотни тысяч беженцев из Западной Армении, опасающихся за свою жизнь в случае, если турецкие войска займут Тифлис, продолжили бегство на север, в сторону Владикавказа. 24 мая Терско-Дагестанское правительство в результате массового наплыва беженцев закрыло перед ними границу.
В этой ситуации Грузинский национальный совет обратился за помощью и покровительством к Германии. Германские представители рекомендовали Грузинскому национальному совету незамедлительно провозгласить независимость и официально просить Германию о покровительстве, чтобы избежать турецкого нашествия и гибели.
С падением Карса и Александрополя Армения оказалась полностью отрезана от внешнего мира. Пути к бегству от наступающих турецких войск были перекрыты. В этой ситуации выбирать можно было лишь между гибелью и неимоверным напряжением всех сил общества для победы.
21 мая турки с запада вышли на подступы к Сардарапату, 22 мая на северо-западе захватили станцию Амамлу, откуда им открылась дорога на Эривань.
В период с 21 по 28 мая армянским регулярным войскам и ополченцам удалось остановить турок под Караклисом и Баш-Абараном, а в Сардарапатском сражении турецкие войска были разбиты наголову и были вынуждены отступить к Александрополю. Одновременно к северу от Батума турки были с большими потерями остановлены грузинскими войсками на реке Чолок.
24-25 мая на заседании исполкома Грузинского национального совета было принято германское предложение о покровительстве. 25 мая в Грузии высадились германские войска.
В ночь на 26 мая турецкая делегация предъявила ультиматум о ликвидации ЗДФР. Грузинская фракция Закавказского сейма, поддавшись давлению, вышла из ЗДФР, Грузинский национальный совет 26 мая провозгласил создание Грузинской Демократической Республики.
27 мая члены мусульманской фракции Закавказского сейма на своём заседании приняли решение взять на себя управление Азербайджаном, объявив себя временным Национальным советом Азербайджана. 28 мая была провозглашена самостоятельная Азербайджанская демократическая республика (АДР).
30 мая Армянский национальный совет в Тифлисе объявил себя в «Обращении к армянскому народу» «верховной и единственной властью армянских уездов» и направил в Батум делегацию для подписания мирного договора с Турцией. Столицей государства была выбрана Эривань. Здесь к этому времени уже действовала военная и гражданская администрация под руководством представителя Армянского национального совета Арама Манукяна.
Победы, одержанные армянской армией под Сардарапатом, Баш-Абараном и Караклисом, позволили на определённое время приостановить продвижение турок, однако в условиях, когда турецкие войска находились в непосредственной близости от Эривани и оккупировали значительную часть армянской территории, Армения была вынуждена принять турецкие требования. 30 мая в Батуме начались переговоры между армянской и турецкой делегациями, которые завершились 4 июня заключением Договора о мире и дружбе между османским имперским правительством и Республикой Армения. Турция признала независимость Армении в пределах той территории, которую к этому времени контролировало правительство Республики Армения, — она ограничивалась Эриванским и Эчмиадзинским уездами, что составляло 12 тыс. км² с населением ок. 1 млн человек (включая беженцев). К Турции, помимо районов Карса и Ардагана, отошли также Сурмалинский, Шарурский, Нахичеванский уезды, большая часть Эчмиадзинского и Александропольского уездов. На территориях, которые отходили Османской империи, проживало около 1 250 000 армян.
Тогда же Турция подписала договор «о мире и дружбе» с Грузией, по которому к Турции, помимо районов Карса, Батума и Ардагана, отходили Ахалкалакский уезд и часть Ахалцихского уезда. Турецкие войска и их союзники получили право беспрепятственного использования железнодорожной сети Закавказья. Правительство Грузии обязалось немедленно приступить к демобилизации своих войск.
Ещё до распада Закавказской федерации представители азербайджанских партий посетили Стамбул с секретной миссией в поисках содействия младотурецкого правительства в провозглашении «второго турецкого государства». Стороны договорились о сотрудничестве — в частности, о содействии турецких военных в создании вооружённых сил будущего Азербайджана, их финансировании, помощи турецким войскам со стороны местного тюркского населения.
4 июня Турция заключила договор с Азербайджанской Демократической Республикой, получив в своё распоряжение бакинские нефтяные промыслы, суда Каспийской военной флотилии и железную дорогу. В свою очередь, Турция обязалась оказать помощь АДР в борьбе с большевиками.

## Последствия
Распад Закавказской федерации в отсутствие национально-территориального размежевания привёл к острым конфликтам между республиками в отношении районов с этнически смешанным населением.
Армения и Азербайджан спорили по поводу горных районов Елизаветпольской губернии и Аракской долины Эриванской губернии. Грузия и российская Добровольческая армия боролись за контроль над черноморским побережьем от Сочи до Сухуми и прилегающей к побережью горной местностью. Азербайджан, Грузия и Горская республика претендовали на Закатальский округ. Азербайджан также оспаривал право Грузии на большую часть Тифлисской губернии, претендуя частично или полностью на Сигнах, Тифлис, Борчалу, Ахалцих и Ахалкалаки. На район Ахалкалаки и часть Борчалинского района претендовала также Армения. Таким образом, все три молодые республики имели взаимные территориальные претензии. Каждое из новых независимых государств пыталось увеличить свою территорию за счёт соседей. И хотя каждое из них могло логически обосновать свои претензии, всё в конце концов сводилось к политической воле и силе оружия.

## Правительство
Правительство Закавказья и министерство иностранных дел возглавлял А. И. Чхенкели, другие посты занимали:
- Министр внутренних дел — Н. В. Рамишвили
- Министр финансов — А. И. Хатисов
- Министр путей сообщения — Худадат-бек Мелик-Асланов
- Министр юстиции — Фатали Хан Хойский
- Военный министр — Г. Т. Гиоргадзе
- Министр земледелия — Н. Г. Хомерики
- Министр народного просвещения — Насиб-бек Усуббеков
- Министр торговли и промышленности — Маммед Гасан Гаджинский
- Министр продовольствия — А. И. Саакян
- Министр государственного призрения — О. Каджазнуни
- Министр труда — А. А. Ерзинкян
- Государственный контролёр — И. Гайдаров